# ارتش نهم ایالات متحده آمریکا
ارتش نهم ایالات متحده آمریکا (انگلیسی: Ninth Army) ارتش میدانی زیرمجموعه نیروی زمینی ایالات متحده آمریکا بود، که اخیراً در کمپ ادرل، ویچنزا، ایتالیا مستقر شده بود. این ارتش، شاخه خدمات فرماندهی آفریقای ایالات متحده آمریکا را برعهده داشت.
ارتش نهم هشت هفته قبل از پیاده‌سازی در نرماندی در ژوئن ۱۹۴۴ فعال شد و یکی از فرماندهی‌های اصلی رزمی نیروی زمینی ایالات متحده بود که در طول لشکرکشی در شمال غربی اروپا در سال‌های ۱۹۴۴ و ۱۹۴۵ مورد استفاده قرار گرفت. در بدو تأسیس، سپهبد ویلیام سیمپسون فرماندهی آن را برعهده داشت. این ارتش در ابتدا ارتش هشتم نامگذاری شده بود، اما پس از ورود به بریتانیا، برای جلوگیری از سردرگمی با تشکیلات بریتانیایی بنام ارتش هشتم بریتانیا، تغییر نام داد. تمام ارتش‌های میدانی آمریکایی در صحنه عملیات اروپا با شماره‌های فرد نامگذاری شده بودند و ارتش‌های میدانی با شماره‌های زوج در جنگ اقیانوس آرام خدمت می‌کردند.